# روزيتا ماوري
روزيتا ماوري (بالإسبانية: Rosa Mauri)‏ هي راقصة باليه إسبانية، ولدت في 15 نوفمبر 1856 في ريوس في إسبانيا، وتوفيت في 3 ديسمبر 1923 في باريس في فرنسا.